# War of Anti-Christ with the Church and Christian Civilization
War of Anti-Christ with the Church and Christian Civilization (lett. "La guerra dell'Anticristo contro la Chiesa e la civiltà Cristiana") è un saggio scritto nel 1885 dal monsignore irlandese George F. Dillon, Divinitatis Doctor.
Fu ripubblicato, con leggere modifiche, da padre Denis Fahey nel 1950 come Grand Orient Freemasonry Unmasked as the Secret Power Behind Communism ("Massoneria del Grande Oriente smascherata come potere segreto dietro il Comunismo").
Il tema centrale del libro afferma che l'illuminismo ateo, attraverso l'infrastruttura della massoneria del Grande Oriente, guidata dall'ideologia dei filosofi, ha posto le basi per una guerra - su larga scala e ancora in atto - contro la cristianità in generale e la Chiesa cattolica in particolare. 
L'opera afferma che tale attacco si manifesta principalmente attraverso la manipolazione dello scoppio di varie rivoluzioni liberali radicali repubblicane, concentrandosi sull'ateismo o sull'indifferentismo religioso nel loro viscerale anticattolicesimo. Il libro narra l'evolversi dell'attività rivoluzionaria in Francia, Italia, Germania e Irlanda.
Il libro tratta anche del materiale sugli Illuminati, il kabbalismo, il giacobinismo, la rivoluzione francese, i carbonari e il fenianismo. 
Il documento chiamato Alta Vendita ricevette una larga diffusione nell'area anglosassone, in seguito alla sua traduzione.
Il libro in oggetto ha influenzato l'integralismo cattolico in Irlanda, Gran Bretagna e Stati Uniti d'America, nonché la politica conservatrice nazionale in genere. 
Fahey, il quale ripubblicò War of Anti-Christ negli anni cinquanta, fondò anche il movimento politico Maria Duce, critico del fenianismo, considerato associato al comunismo.
Fahey propone, invece, un Cattolicesimo nazionale irlandese sotto il regno sociale e spirituale di Cristo Re. L'editore, la British Publishing Society, ha descritto il libro come "di grande importanza a livello mondiale".
John Robison scrisse un libro di contenuto analogo di War of Anti-Christ nel 1797, intitolato Proofs of a Conspiracy ("Prove di una cospirazione").

## Sinossi
Si esplora l'ascesa e il progresso dell'ateismo; la sua crescita attraverso Voltaire; il suo uso da parte della Massoneria e delle società affini ai fini della guerra anti-Cristiana; Adam Weishaupt e l'illuminismo; i suoi progressi nella Prima Rivoluzione Francese, e sotto Nubius, Palmerston e Mazzini; il controllo del suo "cerchio interno" nascosto su tutte le organizzazioni rivoluzionarie; la sua influenza sulla massoneria britannica e i suoi tentativi sull'Irlanda.

## Contesto

### Ipotesi sulla Rivoluzione Francese
In seguito alla Rivoluzione Francese, la società e la politica in tutta Europa cominciano a cambiare in modo molto radicale: siamo alla fine del XVIII secolo. 
Nel tentativo di spiegare e comprendere questi sviluppi, molti autori e teorici importanti sfornano libri sul tema. 
Tra costoro, per esempio, si può ricordare il libro di Edmund Burke sulle Riflessioni sulla Rivoluzione in Francia e le relative considerazioni di Joseph de Maistre.
Alcuni affermavano chiaramente che la rivoluzione francese fu il risultato di una cospirazione deliberata, di un vero e proprio complotto volto a rovesciare la monarchia, la Chiesa e la società aristocratica in tutta Europa e presumibilmente ideata e sobillata da una coalizione di filosofi, massoni e dall'Ordine degli illuminati. 
I cospiratori crearono un sistema ereditato dai Giacobini, i quali lo avevano già portato al massimo potenziale.
Altri autori più conosciuti della seconda "teoria del complotto del Nuovo ordine mondiale" sono:
- il sacerdote francese gesuita Augustin Barruel, autore delle Memorie che illustrano la storia del giacobinismo nel 1799[2];
- John Robison, accademico e inventore britannico, professore di filosofia presso l'Università di Edimburgo e segretario della Royal Society di Edimburgo[2]. Il libro di Robison pubblicato nel 1797, Proofs of a Conspiracy against All the Religions and Governments of Europe, carried on in the Secret Meetings of the Free Masons, Illuminati, and Reading Societies[2] ("Prove di una cospirazione contro tutte le religioni e i governi europei, svolti nelle riunioni segrete dei liberi massoni, illuminati e delle cosiddette società di lettura").

### Bonaparte e le rivoluzioni del 1848
In sostanza, il libro di George F. Dillon è una continuazione di quest'ultima tradizione, ripetendone i punti salienti e - al contempo - colmandone alcune lacune. 
Tra la fine del XVIII secolo e la pubblicazione del libro nel 1885 si registrano diversi altri sviluppi politici, tra cui l'avvento e la caduta di Napoleone Bonaparte, con la fugace creazione del Primo impero francese. 
Si verificarono anche numerose rivolte nazionali, radicali secolari durante le rivoluzioni e moti del 1848, alcuni dei quali raggiunsero un qualche successo, come avvenne con l'unificazione della Germania, mentre altri fallirono.
In altri Paesi europei si sperimentò un aumento di gruppi radicali clandestini, come i carbonari nei vari Stati italiani e il fenianismo nell'Irlanda, terra natale di Dillon e che - al tempo - faceva parte del Regno Unito con la Gran Bretagna.
La maggior parte delle altre pubblicazioni di Dillon vertono su argomenti religiosi: scrisse, infatti, un libro sulla Vergine Madre del Buon Consiglio, il Sacro Cuore di Gesù, nonché un breve saggio sulla storia irlandese, in particolare sul monachesimo Irlandese. Dillon era un Doctor Divinitatis, una laurea accademica avanzata in "cose divine", il che gli diede la possibilità di insegnare teologia Cristiana. 
Dillon lavorò come missionario Cattolico nell'entroterra Australiano, dove fondò una missione per gli aborigeni a Burragorang, località a circa 100 km da Sydney.
Proprio in quegli anni, gli Stati italiani erano stati invasi e annessi dal nuovo Regno d'Italia, lasciando - tristemente - il papa un prigioniero in Vaticano.
Pur nondimeno trovando Noi conveniente al Nostro ministero l'additarvi alcuni dei mezzi più opportuni, la prima cosa da farsi si è togliere alla setta Massonica le mentite sembianze, e renderle le sue proprie, ammaestrando con la voce, ed eziandio con Lettere Pastorali, i popoli, quali siano di tali società gli artifizi per blandire ed allettare; quali la perversità delle dottrine e la disonestà delle opere.
La Chiesa divenne consapevole dell'attività delle società segrete, come i carbonari e non esitò a mettere in guardia - attraverso le sue lettere encicliche - il pubblico dei fedeli sulla loro natura fortemente anticlericale e antisociale.
Una pubblicazione, chiamata l'Alta Vendita, presumibilmente opera di una delle più alte logge dei carbonari. 
Vi si descrive un piano per la sovversione a lungo termine della Chiesa cattolica ad opera del liberalismo politico, con il precipuo obiettivo di promuovere l'indifferentismo religioso, causando - in tal modo - il graduale abbandono del dogma Cattolico dall'interno, al fine di far diventare la Chiesa un semplice guscio vuoto!
Sia Papa Pio IX che il Papa Leone XIII chiesero che il suddetto documento venisse reso noto al grande pubblico. 
Infatti, Leone XIII invitò nel 1884 i fedeli a "far togliere via la maschera alla massoneria".
Ed è proprio nel 1884 che Dillon finalizza quello che sarebbe diventato il contenuto del suo libro durante una conferenza a Edimburgo, intitolata Saccheggio della Propaganda.

## Titoli dei capitoli nell'edizione 1885
I Introduzione
II La Crescita dell'Ateismo in Europa
III Voltaire
IV Massoneria
V L'Unione e l'Illuminismo della Massoneria
VI L'Illuminismo di Adamo Weishaupt
VII Il Convento di Wilhelmsbad
VIII Massoneria Cabalistica o Spiritismo Massonico
IX La Rivoluzione Francese
X Napoleone e la Massoneria
XI Massoneria dopo la caduta di Napoleone
XII Società segrete in Europa
XIII Carbonari
XIV L'istruzione permanente della "Alta Vendita"
XV Lettera di Piccolo Tigre
XVI Il Partito intellettuale e quello di guerra nella Massoneria
XVII Lord Palmerston
XVIII La guerra nel Partito Intellettuale
XIX Il partito di guerra sotto Palmerston
XX L'Internazionale, i Nichisti, la Mano Nera, etc.
XXI La Massoneria tra noi
XXII Fenianismo
XXIII La triste fine dei Conspiratori
XXIV Il trionfo della Fede Irlandese
XXV Organizzazione Cattolica
XXVI Società Cattoliche di Completa Astinenza
Dopo il testo principale, si trovano sedici pagine di pubblicità e recensioni di giornali.

## Differenti versioni
Esistono diverse differenze tra il lavoro originale e quello ripubblicato, a partire dal numero dei capitoli.
L'originale contiene una prefazione da parte di un autore sconosciuto, una lettera di approvazione di Papa Leone XIII del 6 settembre 1885 ed una firma del cardinale Giovanni Simeoni, Prefetto. 
Si trova anche: un contrassegno con una croce pattée 'D. Arcivescovo di Tire, Segretario", datato 25 agosto 1885.
Il tutto venne tralasciato nelle ristampe nel 1950. 
Nella nuova ristampa compare una breve prefazione degli editori, poi una prefazione firmata 'Denis Fahey, C.S.Sp., Festa del Sacro Cuore di Gesù, 15 giugno 1950.'
Il primo capitolo è stato lievemente modificato, rimuovendo saluti e commenti spuri. 
I quattro capitoli finali invece sono sostituiti da una conclusione in gran parte incentrata sull'argomento dell'Irlanda. 
Nel capitolo XXIII "Il triste destino dei cospiratori", si afferma che la maggior parte dei contadini irlandesi rifiutò di ricevere aiuti dalle organizzazioni caritatevoli, che parteggiarono per l'apostasia dalla Chiesa Cattolica: il tema principale è che una morte giusta è migliore di una vita da peccatore.
Il capitolo XXIV "Trionfo della Fede Irlandese" parla della lunga e orgogliosa storia dell'Irlanda Cattolica, con la previsione che l'Irlanda sarà strumentale nella futura battaglia tra il Cattolicesimo e la Massoneria.
Il capitolo XXV elogia i Cattolici contemporanei, impegnati ad esporre e sradicare l'eresia, tra cui Papa Leone XIII e la Compagnia di Gesù.
Il capitolo finale riprende ancora una volta il tema della pietà Irlandese soprattutto degli immigrati, affermando - al contempo - che la povertà tra i Cattolici irlandesi nasce dall'ubriachezza e che una Irlanda più sobria sarebbe automaticamente libera dall'influenza delle nefaste società segrete.

### Accoglienza e influenza culturale
Al lavoro di F. Dillon è stato concesso il nihil obstat il 3 maggio 1885 da W. Fortune del Censor Theologus Deputatus e una licenza a stampare, un imprimatur, il giorno successivo da Gulielmus J. Canon Walsh, Vic. Cap. Dublino.
In una lettera, datata 5 settembre 1885 e stampata nella prefazione del libro, papa Leone XIII esprime la sua fiducia nell'importanza del lavoro e concede al suo autore la Benedizione Apostolica. La lettera è seguita da una del cardinale Simeoni, Prefetto della Sacra Congregazione della Propaganda, ora chiamata Congregazione per l'evangelizzazione dei popoli, ove si esprime la gratitudine per il vantaggio e profitto che questo lavoro fornirà nel compito di diffondere il cattolicesimo.